# Carinesta tubulanoides
Carinesta tubulanoides är en djurart som tillhör fylumet slemmaskar, och som beskrevs av Gibson 1990. Carinesta tubulanoides ingår i släktet Carinesta och familjen Tubulanidae. Inga underarter finns listade i Catalogue of Life.